# ايوانكي
ايوانكي (بالفارسية: ایوانکی) هي مدينة تقع في محافظة سمنان، إيران. يقدر عدد سكانها بـ 10,396 نسمة .